# Pinseque
Pinseque es un municipio y localidad española de la provincia de Zaragoza, en la comunidad autónoma de Aragón. El término municipal, ubicado en la comarca de la Ribera Alta del Ebro, tiene una población de 4551 habitantes (INE 2024).

## Toponimia
Según el diccionario aragonés-castellano, Pinseque se puede descomponer en "PIN" (pino) y "SEC" (seco). En el libro Castillos de Aragón se llama "PUYSEC", palabra compuesta de "PUIG" (cerro - monte) y "SEC" (seco). En tiempos de los godos su nombre era PINSECH.[cita requerida]

## Geografía

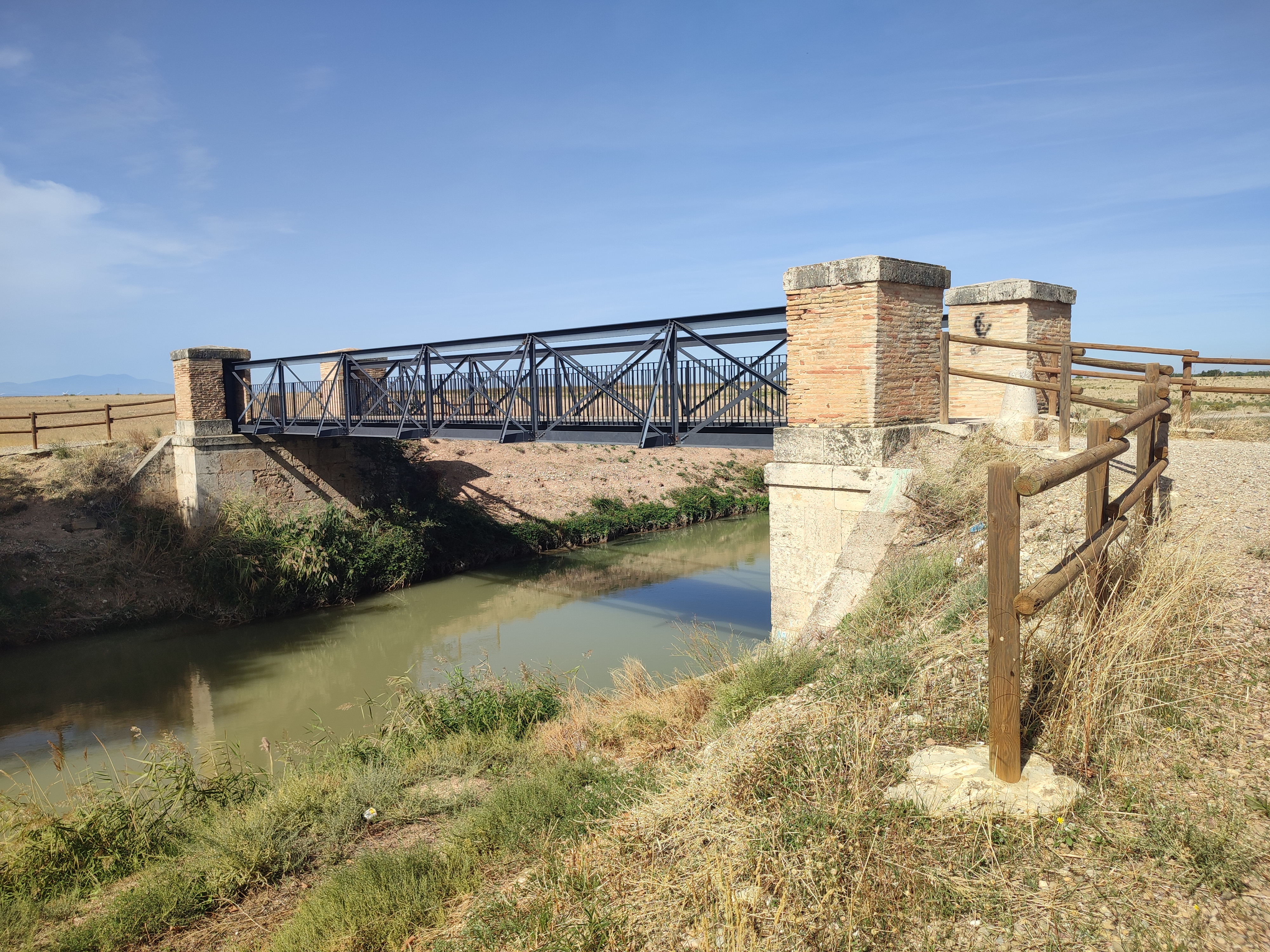
Puente Jubo, puente peatonal sobre el Canal Imperial de Aragón

El municipio está situado a unos 20 km de Zaragoza, la capital de Aragón. Su temperatura media anual es de 14 °C y registra unas precipitaciones medias anuales de 360 mm. La extensión del término municipal es de unos 16,1 km². 
Pasa por su término el Canal Imperial de Aragón. Sobre él se construyó en el siglo XVIII, a la vez que el canal, el llamado Puente Jubo, que quedó inacabado. En el siglo XXI se dotó de una pasarela de hierro peatonal. 

## Historia
A mediados del siglo XIX, el lugar contaba con una población censada de 255 habitantes. La localidad aparece descrita en el decimotercer volumen del Diccionario geográfico-estadístico-histórico de España y sus posesiones de Ultramar de Pascual Madoz de la siguiente manera:

PINSEQUE: l. con avunt. de la prov., aud. terr. y dióc. de Zaragoza (3 1/2 leg.), part. jud. de Almunia (7), c. g. de Aragon. sit. en terreno llano junto al canal Imperial: le baten los vientos del N.; su clima es desigual, y las enfermedades mas comunes intermitentes y remitentes. Tiene 50 casas; las del ayunt. y cárcel; 1 palacio del señor conde de Alares; escuela de niños á la que concurren 16, dotada con 1,300 rs.; otra de niñas asistida por 12, con 160 rs. de dotacion; igl. parr. (S. Pedro Mártir), servida por un cura de presentacion del Sr. conde, y tiene por anejo á Peraman, y un cementerio al S. del pueblo. Confina el térm. por N. con Alagon; E. y S. Zaragoza, y O. Grisen y Alagon: su estension es de 1/2 leg. de N. á S.. y 1 de E. á O.; en su radio se encuentra la mencionada ald. ó barrio de Peraman; á 1/4 leg. de dist. se conservan vestigios de una pobl., cuyo nombre se ignora; y tiene un monte comun que cria tomillos y aliagas. El terreno es de buena calidad; participa de secano y regadío, fertilizado por el canal Imperial, de las que se sirven los vec. para sus usos. caminos: la carretera de Zaragoza á Navarra, en regular estado y en la que se encuentra 1 venta. El correo se recibe de Alagon por balijero tres veces á la semana. prod.: trigo, cebada, maiz, avena, patatas, vino y aceite; mantiene ganado vacuno y mular, y hay caza de tordos, gangas, ánades, conejos y liebres. ind.: la agrícola y 1 molino harinero. pobl.: 54 vec., 255 almas: cap. prod.: 630,463 rs.: imp.: 37,800. contr.: 8,534.
(Madoz, 1849, p. 42)

## Demografía
Pinseque cuenta con una población de 4551 habitantes (INE 2024).
| Gráfica de evolución demográfica de Pinseque entre 1842 y 2021                                                      |
| |
| Población de derecho según los censos de población del INE Población de hecho según los censos de población del INE |

## Administración y política

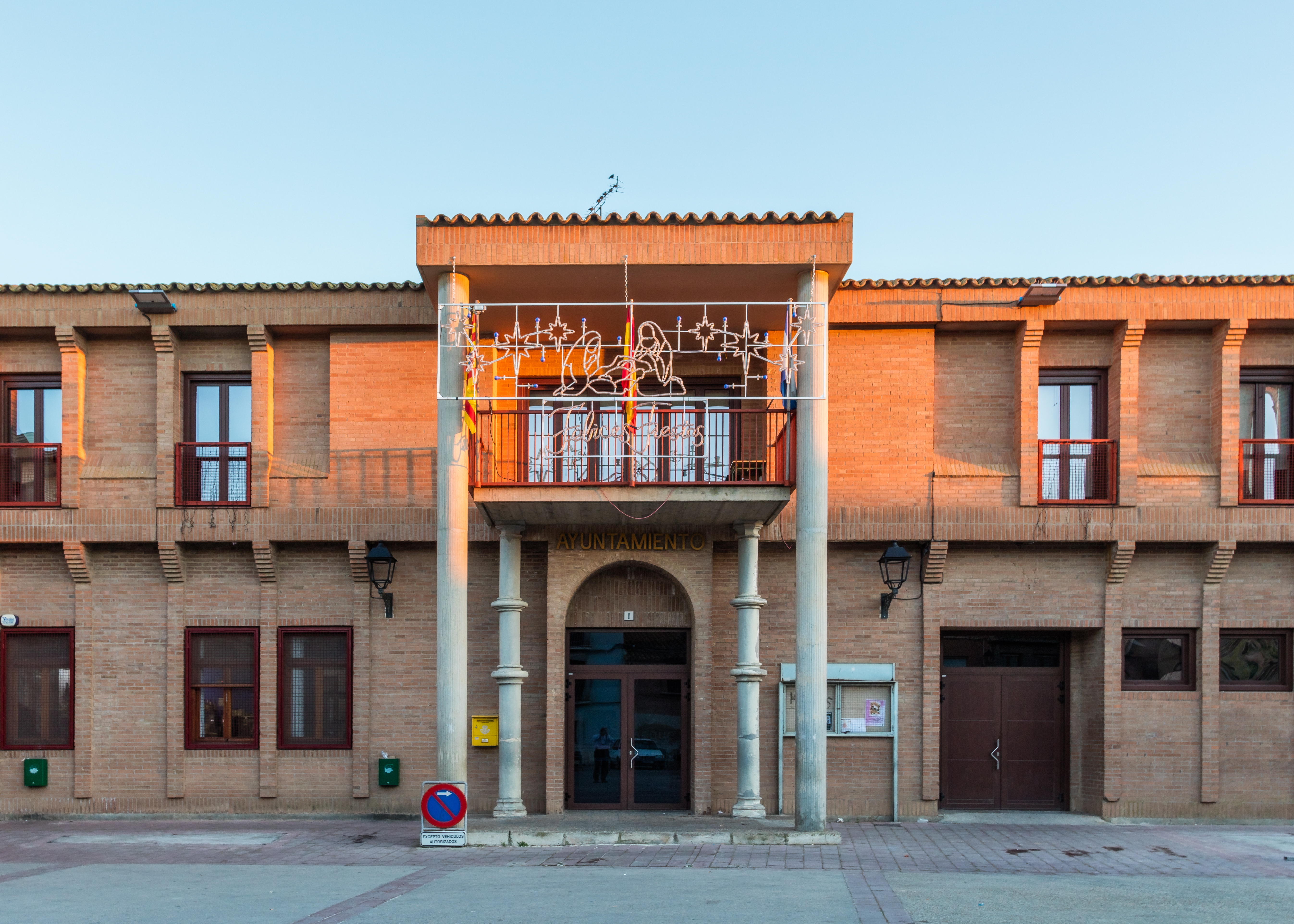
Ayuntamiento de Pinseque

| Periodo   | Nombre                        | Partido | Partido                                            |
| --------- | ----------------------------- | ------- | -------------------------------------------------- |
| 1979-1983 | Jesús Badía Manero            |         | Unión de Centro Democrático (UCD)                  |
| 1983-1987 | Jesús Badía Manero            |         | Alianza Popular (AP)                               |
| 1987-1995 | José Manuel Tornos Gracia     |         | Centro Democrático y Social (CDS)                  |
| 1995-2007 | Mª Pilar Sánchez Tajahuerce   |         | Partido Popular de Aragón (PP)                     |
| 2007-2011 | Gabriel Gaya Manero           |         | Partido de los Socialistas de Aragón (PSOE-Aragón) |
| 2011-2015 | Juan Luis Melús Marqués-Juste |         | Partido Popular de Aragón (PP)                     |
| 2015-act. | José Ignacio Andrés Ginto     |         | Partido de los Socialistas de Aragón (PSOE-Aragón) |

| Partido político    | Partido político                                                    | 1979   | 1983   | 1987   | 1991   | 1995   | 1999   | 2003   | 2007   | 2011   | 2015   | 2019   | 2023   |
| Partido político    | Partido político                                                    | Ediles | Ediles | Ediles | Ediles | Ediles | Ediles | Ediles | Ediles | Ediles | Ediles | Ediles | Ediles |
|                     | Unión de Centro Democrático (UCD)-Centro Democrático y Social (CDS) | 9      | —      | 2      | 3      | —      | —      | —      | —      | —      | —      | —      | —      |
|                     | Partido de los Socialistas de Aragón (PSOE-Aragón)                  | —      | 3      | 4      | 2      | 2      | 2      | 1      | 4      | 3      | 5      | 8      | 6      |
|                     | Alianza Popular (AP)-Partido Popular de Aragón (PP)                 | —      | 6      | 3      | 2      | 4      | 5      | 5      | 4      | 6      | 4      | 3      | 4      |
|                     | Partido Aragonés (PAR)                                              | —      | —      | —      | 1      | 2      | 2      | 2      | 2      | 0      | —      | —      | —      |
|                     | Independientes                                                      | —      | —      | —      | 1      | 1      | —      | —      | —      | —      | —      | —      | —      |
|                     | Chunta Aragonesista (CHA)                                           | —      | —      | —      | —      | —      | 0      | 1      | 1      | 1      | 1      | 0      | 0      |
|                     | Unión Progreso y Democracia (UPyD)                                  | —      | —      | —      | —      | —      | —      | —      | —      | 1      | —      | —      | —      |
|                     | Ciudadanos (CS)                                                     | —      | —      | —      | —      | —      | —      | —      | —      | —      | 1      | 0      | —      |
|                     | Vox                                                                 | —      | —      | —      | —      | —      | —      | —      | —      | —      | —      | —      | 1      |
|                     | Tú Eres Pinseque (TEP)                                              | —      | —      | —      | —      | —      | —      | —      | —      | —      | —      | —      | 0      |
| Total de concejales | Total de concejales                                                 | 9      | 9      | 9      | 9      | 9      | 9      | 9      | 11     | 11     | 11     | 11     | 11     |

## Patrimonio

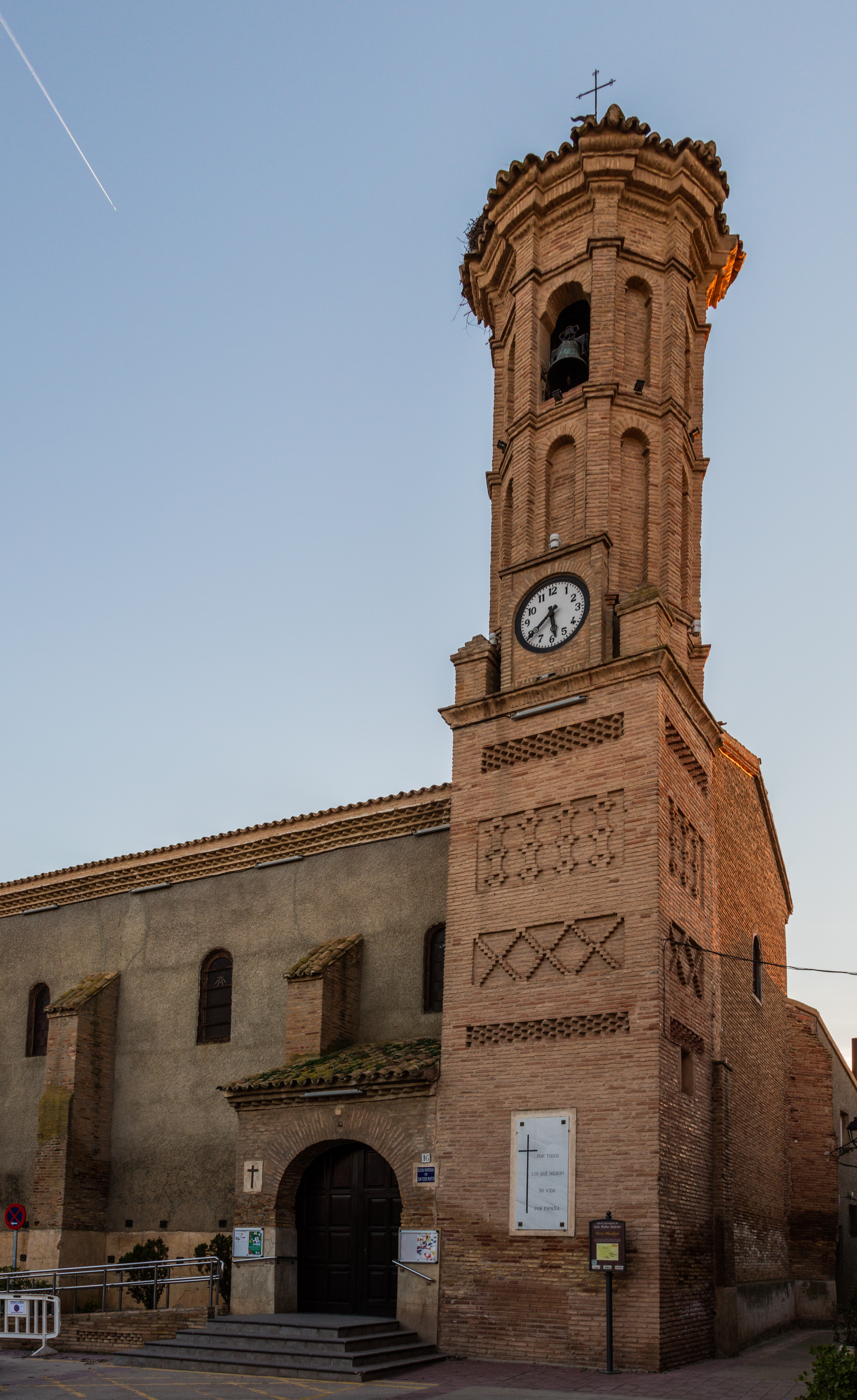
Iglesia de San Pedro Mártir de Verona

En la localidad hay una iglesia parroquial bajo la advocación de San Pedro Mártir.Puente Jubo, del siglo XVIII, sobre el Canal Imperial de Aragón.

## Deporte
Tiene un equipo de futsal que actualmente[¿cuándo?] se encuentra en Segunda División B.